# Jan Wallanders professur i företagsekonomi

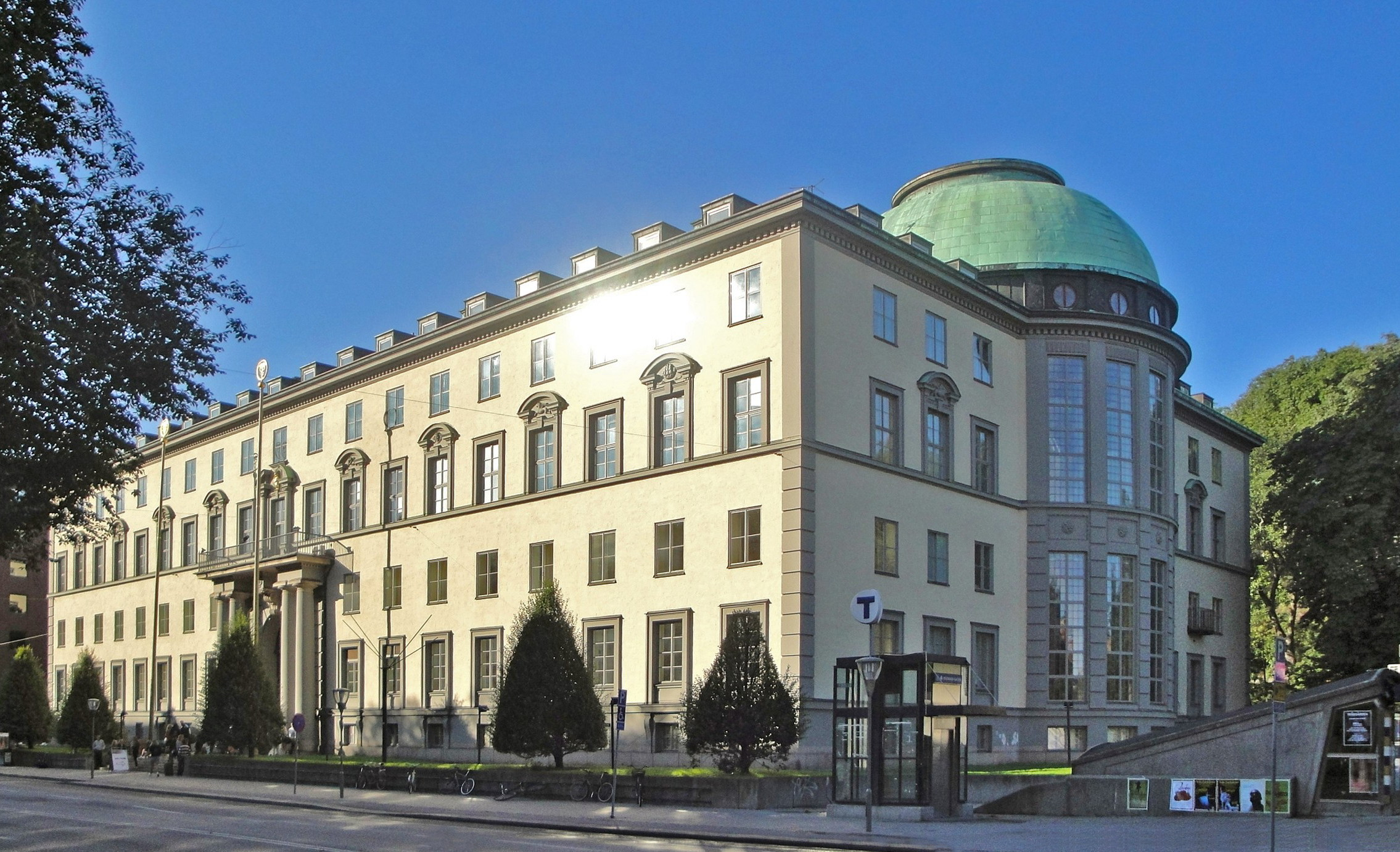
Jan Wallanders professur i företagsekonomi är en donationsprofessur vid Handelshögskolan i Stockholm

Jan Wallanders professur i företagsekonomi med särskild inriktning mot redovisning och finansiering är en donationsprofessur vid Handelshögskolan i Stockholm. Professuren inrättades 1961 genom en donation från Jan Wallanders och Tom Hedelius stiftelse, en av Handelsbanksstiftelserna, samma år som stiftelsen grundades. Professuren är namngiven efter Jan Wallander, som var Handelsbankens VD 1970-1978 och anses ha präglat bankens organisation och verksamhet på ett avgörande sätt. Professuren var vakant under en längre period men innehas sedan år 2017 av Henrik Nilsson.

## Innehavare
- Sven-Erik Johansson[1][2] 1961-1991
- Lars Östman[3] 1992-2004
- Henrik Nilsson 2017-